# Perilampus coorgensis
Perilampus coorgensis är en stekelart som beskrevs av Mani och Kaul 1973. Perilampus coorgensis ingår i släktet Perilampus och familjen gropglanssteklar. Inga underarter finns listade i Catalogue of Life.